# VRT3
Le troisième canal de télévision de la VRT, dit VRT 3, a été lancé le 1er mai 2012 en complément aux deux canaux précédents. Il ne s'agit pas d'une chaîne de télévision à part entière car il ne possède ni nom, ni identité, ni logo. Il diffuse plusieurs chaînes en horaire partagé.
En journée, VRT 3 accueille Ketnet, chaîne pour la jeunesse diffusée jusqu'au 30 avril 2012 en horaire partagé avec Canvas sur le deuxième canal de télévision de la VRT (VRT 2).
À partir de 20 heures, VRT 3 diffusait initialement les émissions labellisées Op 12, à destination des adolescents et jeunes adultes (MNM op 12 et Studio Brussel Op 12) ou des étrangers résidents en région flamande et en région de Bruxelles-Capitale. Le label Op 12 a disparu le 31 décembre 2014. Depuis lors, le troisième canal de la VRT diffuse, outre Ketnet, des programmes complémentaires aux deux premières chaînes Één et Canvas, sous le nom de « Één + » et « Canvas + ».
En fonction de l'actualité, ce canal diffuse également des émissions sportives dans le cadre de Sporza.

## Absence de nom et de logo
L'absence de nom et de logo pour ce canal n'est pas surprenante : depuis la scission de BRTN TV2 en Canvas et Ketnet en 1998, le deuxième canal de la VRT n'avait plus non plus d'identité propre en dehors des deux nouvelles entités. La VRT prolonge en ce sens une politique déjà ancienne qui base davantage sa communication commerciale sur des chaînes marques correspondant au contenus et publics cibles de ses émissions télévisées plutôt que sur ses canaux en tant que tels.

### Sources
1. ↑  historique du VRT3 . chaîne TV

- Le site officiel de la VRT (en néerlandais) : www.vrt.be
- Un article publié dans le quotidien flamand de Standaard : http://www.standaard.be/artikel/detail.aspx?artikelid=DMF20120427_064